# Tarcento
Tarcento (Tarcint en frioulan) est une commune italienne d'environ 10 000 habitants de la province d'Udine, dans la région autonome du Frioul-Vénétie Julienne.

## Monuments

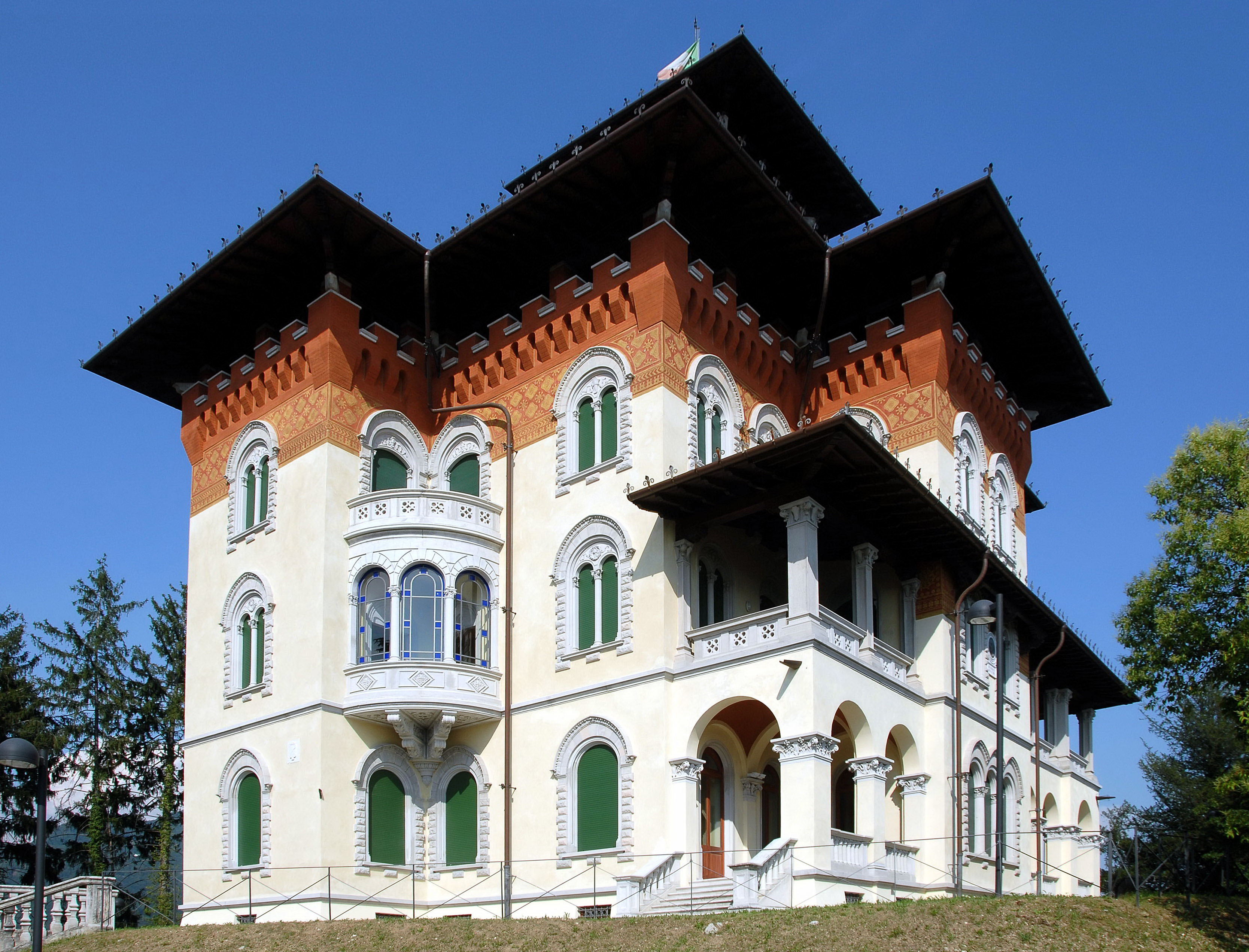
villa Moretti

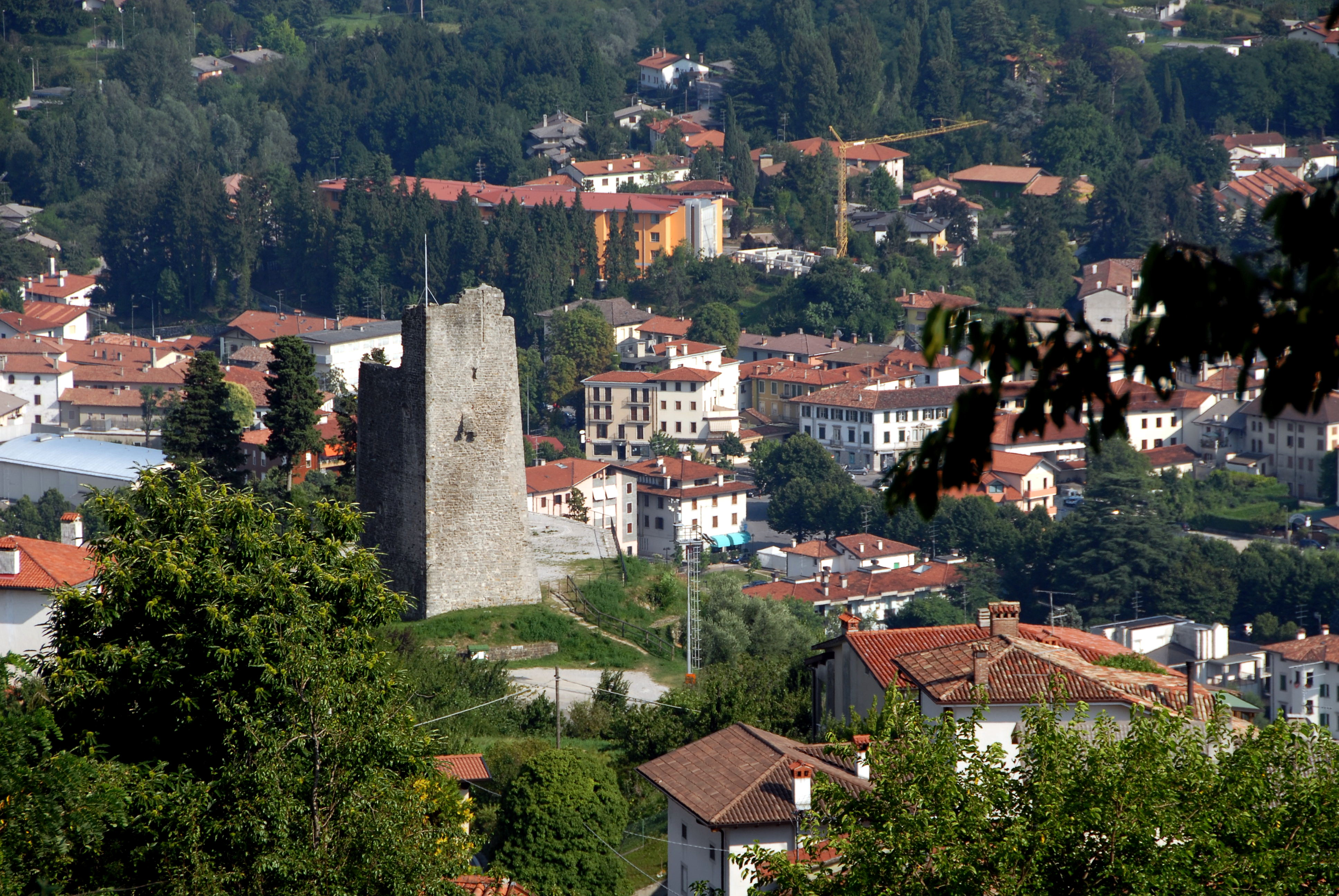
le château Frangipane

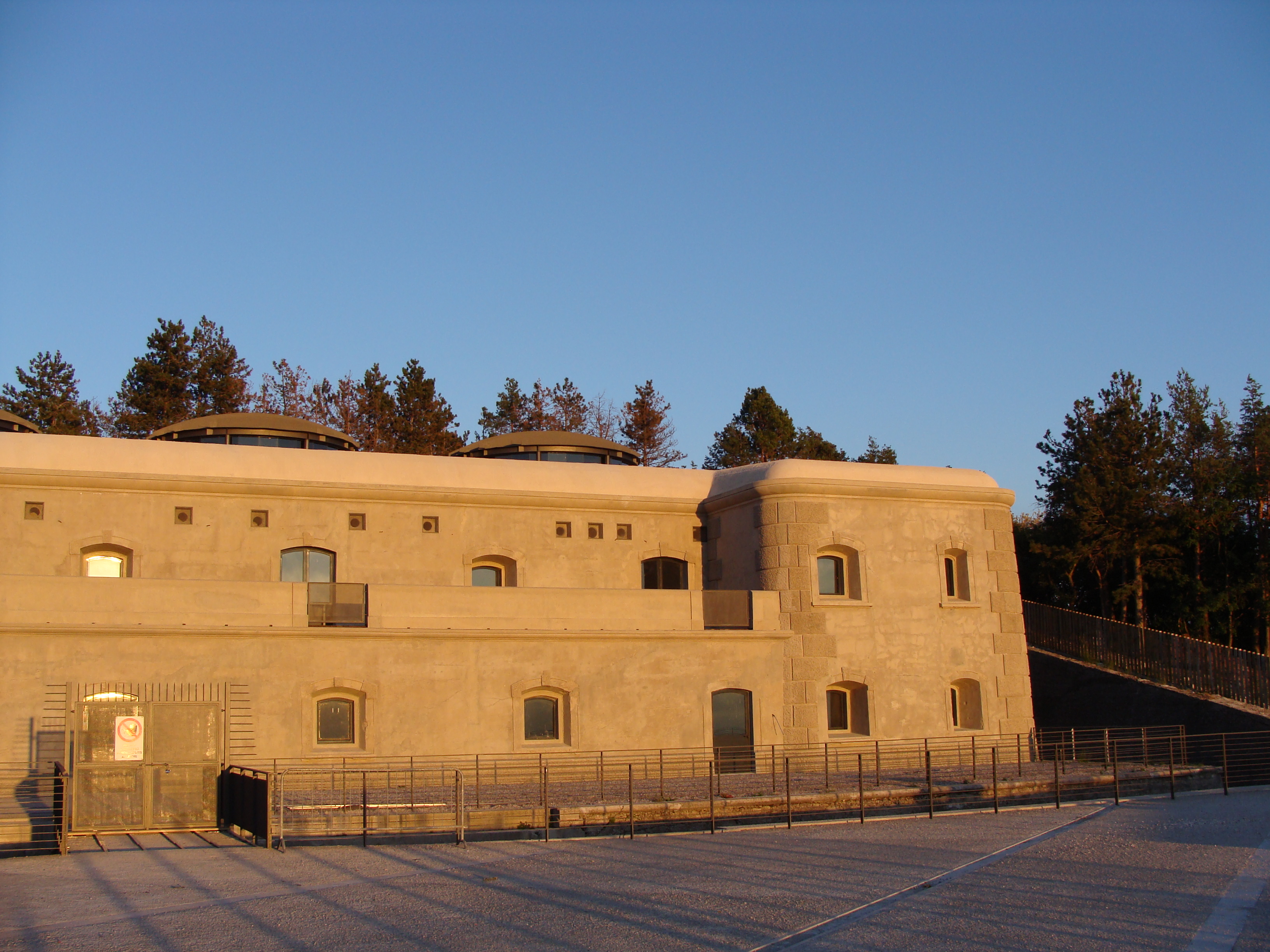
Fort du Monte Bernardia.

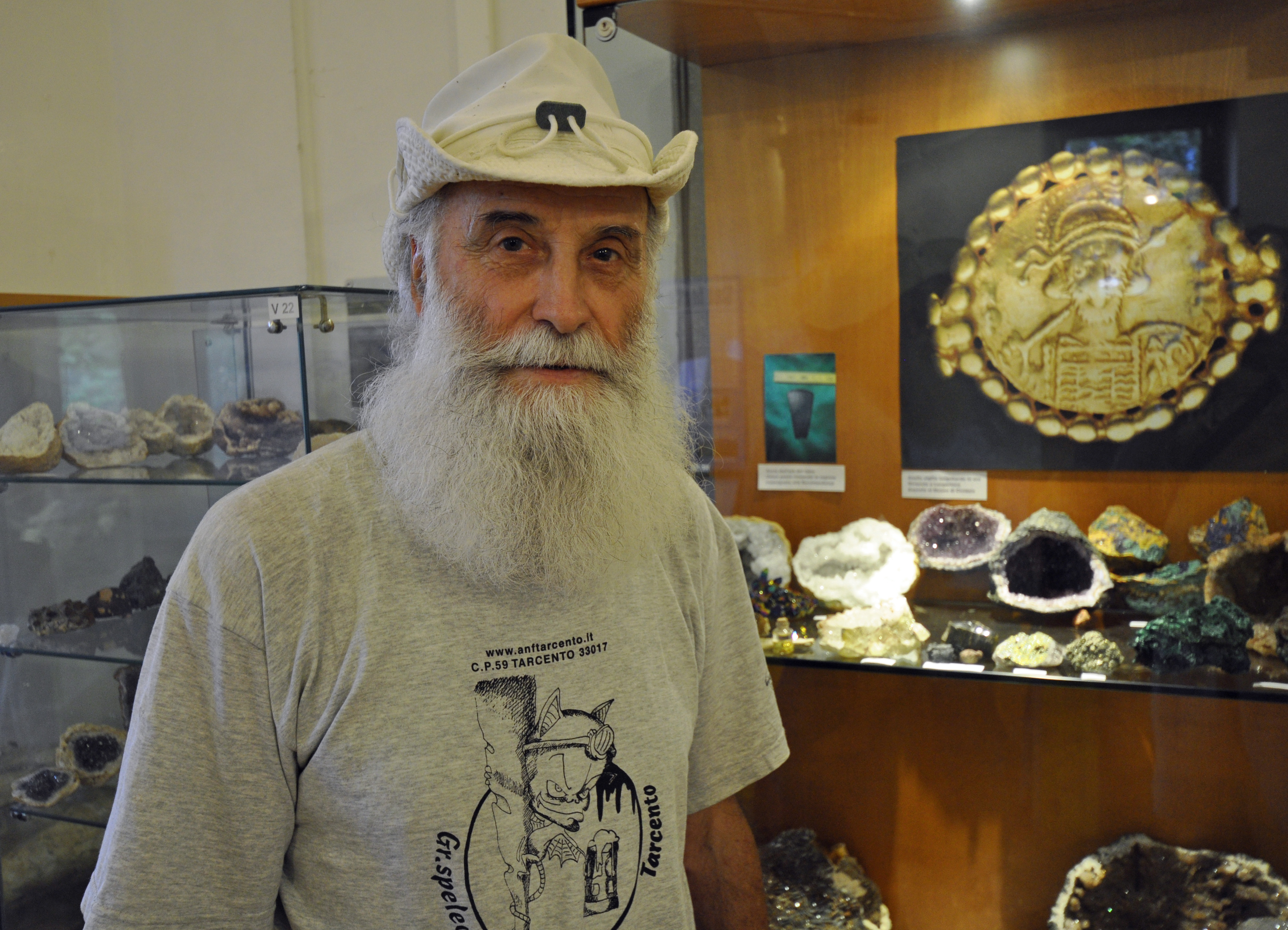
Giordano Marsiglio, président de l'Associazione Naturalistica Friulana et directeur du musée archéologique et géologique de Tarcento.

Cathédrale (duomo San Pietro Apostolo)
Située au cœur de la ville, sa construction remonte à 388 (restes archéologiques visibles). Son aspect actuel remonte au XVe siècle. Façade avec portail gothique de 1425. Le campanile est l'œuvre de l'architecte Annibale Boldi et a été élevé de 1730 à 1741.
Église de Sainte Eufemia
Elle se trouve dans le hameau de Segnacco (du XIVe au XVIIe siècle).
Villa Moretti
Château Frangipane
Il est actuellement ruiné (donjon médiéval).
Fort du Monte Bernardia
Il date de la Première Guerre mondiale.
Palais Frangipane
Il est aussi appelée "de la Rotonde", a été construit au XVIIe siècle. On y observe une cour carrée avec fontaine. Fresques et peintures anciennes. Il abrite le Musée d'archéologie et de géologie également siège de l'ANF (Associazione Naturalistica Friulana). Giordano Marsiglio en est le président. Le Palais Frangipane héberge également les services de l'Hôtel de Ville (siège actuel du conseil communal).
Villa Angeli
Décors du XIXe siècle de Francesco Barazzutti, peintre originaire de Gemona del Friuli.
Casa de Rubeis-Frangipane-Florit
Fresques du XVIIIe siècle.
Bourg médiéval de Villafredda
Il est situé dans le hameau de Leoneriacco.

## Administration
| Période                                  | Période | Identité | Étiquette | Qualité |
| ---------------------------------------- | ------- | -------- | --------- | ------- |
|                                          |         |          |           |         |
| Les données manquantes sont à compléter. |         |          |           |         |

### Hameaux

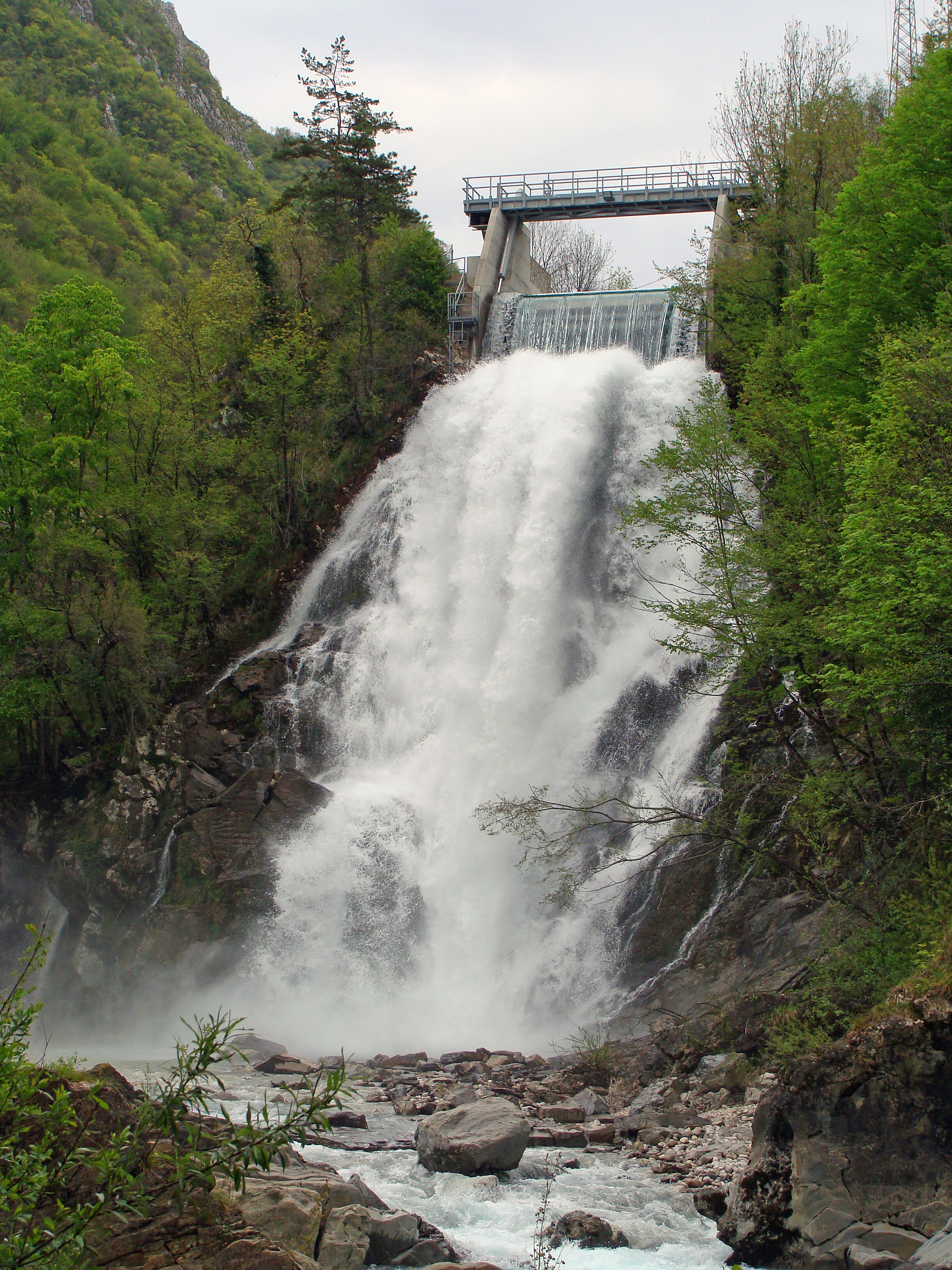
Cascade de Crosis.

Bulfons, Ciseriis, Coia, Collalto, Collerumiz, Crosis, Loneriacco, Molinis, Sammardenchia, Sedilis, Segnacco, Stella, Zomeais

### Communes limitrophes
Cassacco, Lusevera, Magnano in Riviera, Montenars, Nimis, Reana del Rojale, Tricesimo

## Jumelage
- Unterföhring (Allemagne) depuis le 1er juin 2008[4]
- Kamsdorf (Allemagne)
- Bovec (Slovénie)
- Arnoldstein (Autriche)